# Macrojoppa fascipennis
Macrojoppa fascipennis là một loài tò vò trong họ Ichneumonidae.